# 怖い噂
『怖い噂』（こわいうわさ）とは、ミリオン出版から発行されているオカルト雑誌。不定期刊行ではなく、1月・4月・7月・10月の10日前後の発売。変形B5判中綴じ、定価590円。旧誌名は不思議ナックルズ。

## 概要
実話ナックルズの増刊として創刊される。雑誌形態であるが現在は固有の雑誌コードは取得しておらず、ムック扱いである。『不思議ナックルズ』として16号まで発刊、2009年3月発売号より『怖い噂』に誌名を改める。かつて隔月刊化が告知されたことがあったがほどなく季刊ペースに戻っている。現在のキャッチコピーは世の中の“怪”を読み解くエンターテイメント・ミステリアス・マガジン。
扱う題材は怪談、都市伝説、未解決事件、猟奇殺人、陰謀論、廃墟探訪、UFOなど。「水からの伝言」などの疑似科学や心霊写真の反証実験を行うなど、同業他誌に比べ現実寄りの傾向がある。

## 連載
- 平山夢明&がっぷ獅子丸“超爆”対談 悪魔の酒場
- インタビュー・レポ “異能者”たちの日常（大泉実成）
- 日本珍奇絵馬見聞録（がっぷ獅子丸）
- 死に触れる人々（太田宏人）
- こうして世界はだまされた（皆神龍太郎)
- 日本“怪人”列伝（朝倉喬司）
- 実録リアルホラー劇画（北村永吾）
- 陸軍中野学校の肖像（斎藤充功)
- 異色放談 高橋五郎VS小池壮彦
- 封印された大量殺人の記録 「津山事件報告書」を紐解く（石川清）
- シンレイノラッパーZ（ギンティ小林）

### 連載終了
- 現代霊場探訪（藤木TDC・ブラボー川上）
- 怪奇物件案内（猪熊進次郎）
- 新人編集アリィの体当たりルポ!都市伝説を本気で検証しちゃうゾ（新人編集アリィ・小原康弘）
- ニッポンDQN聖地を斬る（大月隆寛）
- 怪奇新聞（うえやま洋介犬）
- 心に残ったお葬式（太田宏人）
- 昭和“不思議グッズ”大全（串間努）
- Dr.夢明の「貴女のお病お治しします」　平山夢明とカルマの国のアリスたち　（平山夢明）

## 増刊
『日本“怪奇”伝説』 ISBN 9784813020790
『不思議ナックルズ』の再録記事で構成。08年5月刊。
『ニッポン“タブー”事件簿』 ISBN 9784813062608
『不思議ナックルズ』の再録記事で構成。08年11月刊。

## 関連人物
- 栗原亨
- 片岡亮
- 佐藤健寿